# Underskottsavdrag
Underskottsavdrag utgörs av rätten att yrka skattemässigt avdrag i inkomstdeklarationen i Sverige för skattemässiga förluster som uppkommit under tidigare perioder. Ett företag eller en näringsidkare behöver inte betala någon inkomstskatt om det skattepliktiga resultatet från näringsverksamheten är negativt för ett beskattningsår. Underskottet får istället sparas under vissa förutsättningar och kvittas mot skattepliktiga överskott i senare perioder. Sparade underskott redovisas särskilt i inkomstskattedeklarationen. Reglerna kring underskottsavdrag finns i Inkomstskattelagen (1999:1229) 40 kap.

## Begränsningar i svensk rätt
En oinskränkt rätt att utnyttja underskott i exempelvis ett svenskt aktiebolag kan medföra handel med förlustbolag, det vill säga att bolag med verksamheter som gått med underskott och ackumulerat förluster säljs till vinstinriktade koncerner varvid de köpta underskotten skulle kunna kvittas mot det köpande bolagets vinster. Lagstiftaren har försökt begränsa möjligheten att utnyttja förvärvade underskott med två begränsningsregler som slår till vid ägarförändringar, den så kallade beloppsregeln och koncernbidragspärregeln. Beloppsregeln innebär att sparade underskott som överstiger beloppet två gånger köpeskillingen går förlorade vid en överlåtelse. Koncernbidragspärregeln innebär att förvärvade underskott inte kan kvittas mot skattemässiga koncernbidrag under en femårsperiod. De kan dock utnyttjas mot vinster som bolaget själv genererar. 

## Underskott i redovisning
Enligt god redovisningssed i olika länder, exempelvis IFRS, kan sparade underskott behöva värderas och redovisas som en tillgång i balansräkningen. Förändringar i skattemässiga underskott redovisas som en skattekostnad eller skatteintäkt.